# Kvandong
Kvandong (hangul: 관동) a történelmi Korea régiója, Dél-Korea Kangvon tartományát és Észak-Korea Kangvon tartományát foglalja magába. Nevének jelentése Tegvanljongtól keletre. Tegvanljong (대관령) egy átjáró a Thebek-hegységben. A régió két részből áll, Jongszo és Jongdong.